# Lotta libera ai Giochi della XIV Olimpiade - Pesi mosca
La competizione della categoria pesi mosca (fino a 52 kg) di lotta libera dei Giochi della XIV Olimpiade si è svolta dal 29 al 31 luglio al Earls Court Exhibition Centre a Londra.

## Formato
Ad ogni incontro venivano assegnate le seguenti penalità:
- 0 = Al vincitore per schienata
- 1 = Al vincitore per decisione
- 2 = Allo sconfitto per decisione (1 giudici contro 2)
- 3 = Allo sconfitto per decisione (0 giudici contro 3)
- 3 = Allo sconfitto per schienata

Con cinque penalità o più il lottatore veniva eliminato.

## Risultati
| Legenda                                  | Legenda |
| ---------------------------------------- | ------- |
| Lottatore con 5 penalità o più Eliminato |         |

### 1º Turno
Si è disputato il 29 luglio.
| Vincitore       | Pen. | Risultato | Sconfitto       | Pen. |
| --------------- | ---- | --------- | --------------- | ---- |
| Thure Johansson | 1    | 3:0       | Mohamed El-Ward | 3    |
| Lenni Viitala   | 1    | 2:1       | Halit Balamir   | 2    |
| Billy Jernigan  | 1    | 3:0       | Mansour Raisi   | 3    |
| Pierre Baudric  | 1    | 2:1       | Adolphe Lamot   | 2    |
| Khashaba Jhadav | 1    | 3:0       | Bert Harris     | 3    |
| Harry Parker    | 0    | Esentato  |                 |      |

### 2º Turno
Si è disputato il 30 luglio.
| Vincitore       | Pen.  | Risultato    | Sconfitto      | Pen. |
| --------------- | ----- | ------------ | -------------- | ---- |
| Thure Johansson | 1     | Schienata    | Harry Parker   | 3    |
| Halit Balamir   | 3     | 3:0          | Pierre Baudric | 4    |
| Lenni Viitala   | 1     | Schienata    | Adolphe Lamot  | 5    |
| Mansour Raisi   | 3     | Schienata    | Bert Harris    | 6    |
| Khashaba Jhadav | 2     | 3:0          | Billy Jernigan | 4    |
| Mohamed El-Ward | [ 1 ] | Squalificato |                |      |

### 3º Turno
Si è disputato il 30 luglio.
| Vincitore      | Pen. | Risultato  | Sconfitto       | Pen. |
| -------------- | ---- | ---------- | --------------- | ---- |
| Pierre Baudric | 4    | Per Ritiro | Harry Parker    | 6    |
| Halit Balamir  | 3    | Schienata  | Thure Johansson | 4    |
| Lenni Viitala  | 2    | 3:0        | Billy Jernigan  | 7    |
| Mansour Raisi  | 3    | Schienata  | Khashaba Jhadav | 5    |

### 4º Turno
Si è disputato il 31 luglio.
| Vincitore       | Pen. | Risultato | Sconfitto      | Pen. |
| --------------- | ---- | --------- | -------------- | ---- |
| Thure Johansson | 4    | Schienata | Pierre Baudric | 7    |
| Halit Balamir   | 3    | 3:0       | Mansour Raisi  | 6    |
| Lenni Viitala   | 2    | Esentato  |                |      |

### Turno finale
Si è disputato il 6 luglio.
| Vincitore     | Pen. | Risultato | Sconfitto       | Pen. |
| ------------- | ---- | --------- | --------------- | ---- |
| Lenni Viitala | 3    | 3:0       | Thure Johansson | 7    |
| Halit Balamir | 3    | Esentato  |                 |      |

## Classifica finale
| Pos.    | Atleta          | Nazione       |
| ------- | --------------- | ------------- |
| Oro     | Lenni Viitala   | Finlandia     |
| Argento | Halit Balamir   | Turchia       |
| Bronzo  | Thure Johansson | Svezia        |
| 4       | Mansour Raisi   | Iran          |
| 5       | Pierre Baudric  | Francia       |
| 6       | Khashaba Jhadav | India         |
| 7       | Billy Jernigan  | Stati Uniti   |
| 8       | Harry Parker    | Gran Bretagna |
| 9       | Adolphe Lamot   | Belgio        |
| 10      | Bert Harris     | Australia     |
| 11      | Mohamed El-Ward | Egitto        |